# Stanisław Sierotwiński (1886–1948)

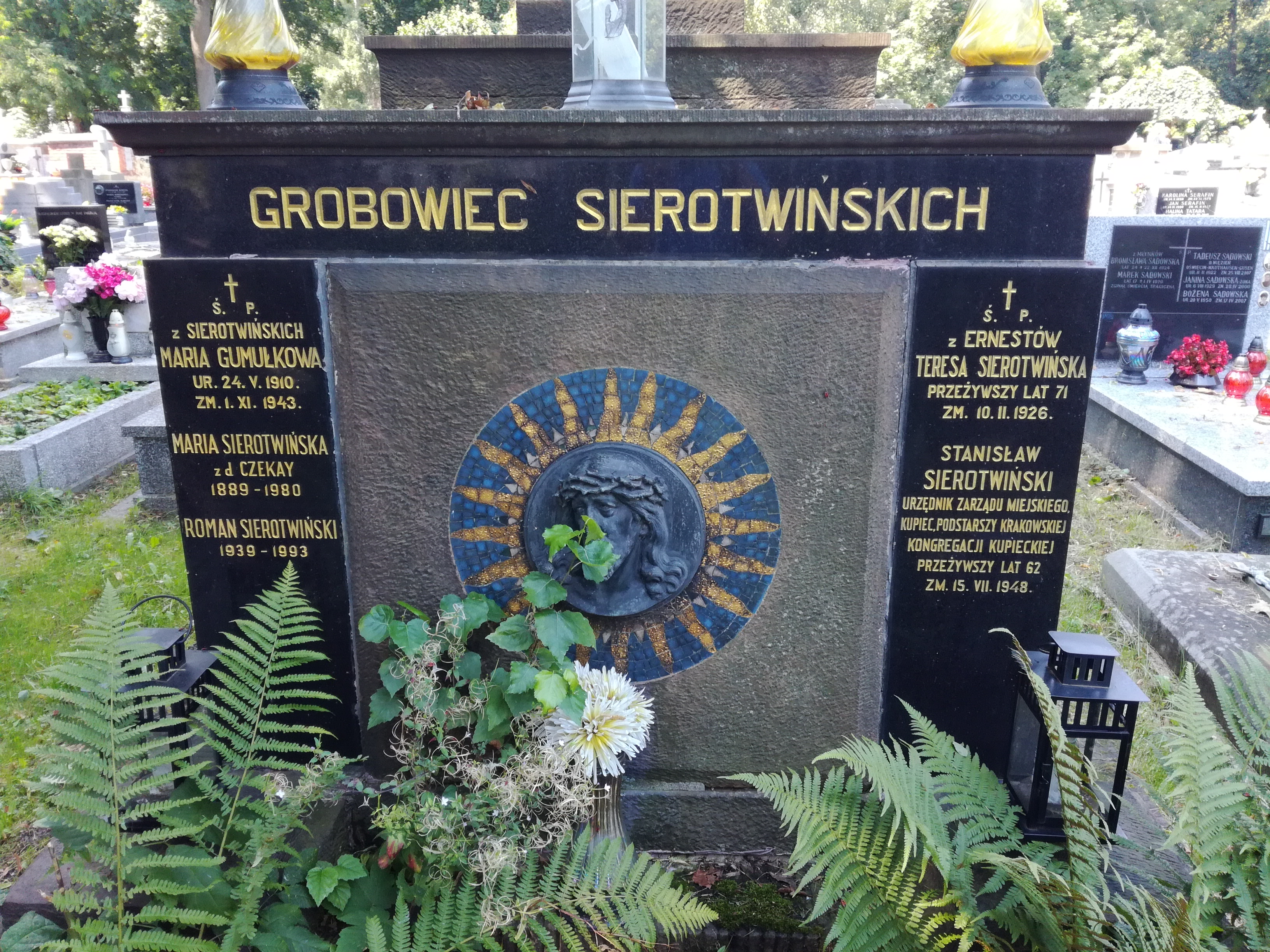
Grób Stanisława Sierotwińskiego na cmentarzu Rakowickim w Krakowie

Stanisław Sierotwiński (ur. 1886 w Stanisławowie, zm. 15 lipca 1948 w Krakowie) – polski urzędnik, przedsiębiorca, wiceprezes Krakowskiej Kongregacji Kupieckiej (KKK).

## Życiorys
Po ukończeniu gimnazjum, wybrał początkowo karierę urzędniczą, pracując w państwowej administracji skarbowej, a następnie w samorządzie krakowskim. 
W roku 1919 wystąpił ze służby samorządowej i otworzył przedsiębiorstwo handlowe branży kosmetycznej oraz przedstawicielstwo handlowe. Równocześnie pracował w organizacjach kupieckich: początkowo w Stowarzyszeniu Przemysłowym Drobnych Kupców w Krakowie, zaś od roku 1923, aż do końca życia, w Krakowskiej Kongregacji Kupieckiej w Krakowie. 
Na walnym zebraniu, 5 lutego 1926 roku, został powołany w skład Rady Krakowskiej Kongregacji Kupieckiej, a w roku 1928 wszedł w skład Prezydium Krakowskiej Kongregacji Kupieckiej w charakterze Podstarszego. 
Brał udział, jako przewodniczący, w pracach wielu sekcji i komisji, w tym: w sekcjach kupców branży kosmetycznej, prasowej (Kupiec Polski oraz Świat Kupiecki), zagadnień handlu wewnętrznego, cenzorów kredytów kupieckich, dla spraw oddziałów KKK, oraz w komisjach statutowo-organizacyjnej, spraw opieki nad młodzieżą handlową oraz egzaminacyjnej. Poza tym od roku 1928 pełnił funkcję radcy Izby Przemysłowo-Handlowej w Krakowie.
Usprawnił funkcjonowanie biura organizacyjnego KKK oraz współdziałał przy tworzeniu 18 oddziałów Kongregacji zarówno na terenie województwa krakowskiego jak i lwowskiego.
Był propagatorem kupieckich kas bezprocentowych. W dziedzinie tej podejmował inicjatywę stworzenia przy Krakowskiej Kongregacji Kupieckiej pierwszej Kasy Bezprocentowej, która powstała w 1936. Pełnił w niej, od jej powstania, rolę przewodniczącego. Rozwój Kasy Bezprocentowej przerwał wybuch II wojny światowej. Na skutek dezorganizacji finansowo-kredytowej, Kasa Bezprocentowa, przestała spełniać swoje zadanie. Stanisław Sierotwiński nie zraził się tym i przy materialnej pomocy ówczesnej R.G.O. stworzył możliwości korzystania z Kasy w formie pożyczek kupcom poszkodowanym przez okupanta. Już po śmierci został odznaczony przez C.K.O.S. złotą odznaką za świadczoną w owym czasie pomoc ofiarom wojny.
Powołał do życia Spółdzielnię Kupieckiej Hurtowni Kupców Polskich w Krakowie, a od roku 1940, do śmierci, pełnił w niej funkcję prezesa rady nadzorczej. 
Po wojnie był głównym inicjatorem reaktywowania „Kupca Polskiego”, do którego pisał również artykuły.
Był również reprezentantem KKK w sprawie szkolnictwa zawodowego na terenie kuratorium szkolnego, samorządu terytorialnego i gospodarczego. Brał udział w Zarządzie Towarzystwa Szkoły Kupieckiej w Krakowie jako jeden z jego współtwórców, był przewodniczącym komisji egzaminacyjnej dla uczniów przemysłowych w Kongregacji, na którym stanowisku działał nieprzerwanie od roku 1927. 
Jako reprezentant KKK działał również na szerszej arenie społeczno-obywatelskiej. Należał do szeregu stowarzyszeń o charakterze społeczno-charytatywnym, w tym do: Związku Młodzieży Rękodzielniczej i Przemysłowej, Krakowskiego Ochotniczego Towarzystwa Ratunkowego. Współdziałał w pracach o charakterze obywatelskim pełniąc funkcję ławnika w okręgowym Sądzie Ubezpieczeń Społecznych. Był członkiem Komitetu Daniny Narodowej, Komitetu Odbudowy Warszawy, Miejskiego Komitetu Powodziowego oraz Komisji Odwoławczej przy Izbie Skarbowej. 
Ożeniony z Marią Sierotwińską, z domu Czekay, miał dwoje dzieci: Marię Gumułkę (z domu Sierotwińską) oraz Stanisława Sierotwińskiego, twórcy Słownika terminów literackich. Został pochowany na cmentarzu Rakowickim w Krakowie (kwatera JA, rząd wsch.)